# Californication (álbum)
Californication es el séptimo álbum de estudio de la banda estadounidense de rock alternativo y funk rock Red Hot Chili Peppers. Rick Rubin lo produjo y Warner Bros. Records lo lanzó al mercado el 8 de junio de 1999. El álbum marcó el regreso de John Frusciante como guitarrista en reemplazo de Dave Navarro, lo que resultó en un cambio de estilo de la banda hacia un sonido radicalmente diferente al producido en el álbum previo One Hot Minute (1995).
El álbum incorporó varias insinuaciones sexuales comúnmente asociadas a la banda, pero también introdujo temas sobre lujuria, muerte, contemplaciones de suicidio y drogas.
Californication contiene varios éxitos de la banda, entre los cuales se incluyen «Around the World», «Otherside», «Californication» y «Scar Tissue», ganadora de un premio Grammy. Californication alcanzó el puesto 3 en el Billboard 200 estadounidense. Es, hasta la actualidad, el álbum más vendido de los Red Hot Chili Peppers, con casi 16 millones de copias vendidas alrededor del mundo; una revitalización comercial en comparación a One Hot Minute.

## Fondo
El guitarrista John Frusciante salió del tour de la banda en 1992, debido a su problemática relación con el cantante Anthony Kiedis durante la gira y por la fama que estaban recibiendo los Chili Peppers, atribuida principalmente a su álbum aclamado por la crítica Blood Sugar Sex Magik. Tardó cerca de un año que la banda encontrase a un nuevo guitarrista para comenzar a grabar oficialmente con él. Dave Navarro, ex Jane's Addiction, fue invitado a unirse a los Chili Peppers después de que Arik Marshall, quien había finalizado las fechas restantes del tour Blood Sugar Sex Magik, fuese despedido. Navarro influenció el consiguiente álbum, One Hot Minute, a través de la incorporación de varios elementos de heavy metal y rock psicodélico, que eran influencias genéricas ausentes en los trabajos de los Chili Peppers. One Hot Minute determinó un éxito comercial vendiendo aproximadamente siete millones de copias, sin embargo resultó una decepción en comparación a Blood Sugar Sex Magik. Los críticos, sin embargo, desestimaron el álbum, argumentando que era poco convincente y desfocalizado. Tres años después del lanzamiento de One Hot Minute, Navarro fue despedido debido a diferencias internas.
En los años posteriores a la salida de Frusciante de los Chili Peppers, este desarrolló una adicción a la heroína que lo dejó en la pobreza y cerca de la muerte. En noviembre de 1997 se le invitó a someterse a un tratamiento para erradicar su adicción a las drogas. En abril de 1998, tras meses de rehabilitación de Frusciante, Flea visitó a su excompañero de banda y lo invitó abiertamente a unirse nuevamente a la misma, invitación que Frusciante aceptó inmediatamente. Esa semana, por primera vez en seis años, se juntaron a tocar los cuatro y, ya reunidos, los Red Hot Chili Peppers arrancaron nuevamente.

## Escritura y composición
Una parte considerable de la formación del álbum tomó forma en los hogares de los miembros de la banda, en el verano de 1998. El grupo empezó tocando en el garaje de Flea. Kiedis y Frusciante pasaban a menudo días juntos discutiendo sobre la creación de las canciones, los riffs de la guitarra y el contenido lírico. Los aspectos de la grabación del bajo y la percusión fueron construidos en sesiones de improvisación y con el trabajo individual de Flea y Smith.
La letra de Californication derivó de las ideas, perspectivas y percepciones de vida y su significado, de Anthony Kiedis. «Porcelain» surgió luego de que Kiedis conociera a una joven madre en la YMCA, que estaba luchando contra su adicción al alcohol mientras vivía con su hija pequeña. El sarcasmo también rondó su mente por bastante tiempo, por lo que decidió dedicarle una canción entera a ese concepto. Kiedis se inspiró en su excompañero de banda Dave Navarro, a quien consideraba el «Rey del Sarcasmo». Frusciante comenzó a tocar un conmovedor riff de guitarra, el cual Kiedis integró inmediatamente a «Scar Tissue». Mientras corría alegremente en el exterior, Kiedis vio unas aves volando grácilmente, lo que inspiró la letra «With the birds I'll share this lonely view».
Mientras que la mayor parte del álbum progresó rápidamente, «Californication» en sí fue una canción difícil de completar. Kiedis había compuesto la letra en un viaje a Tailandia; mostró la canción a Frusciante que se sintió obligado a escribir una partitura de guitarra apropiada para acompañar la letra, pero lo encontró difícil. La canción apenas progresó, y casi no fue incluida en el álbum. Solo dos días antes de grabar, Frusciante salió a hacer surf y nadar. Volvió entusiasmado, con la idea para ubicar el último riff y explicó al resto de la banda cómo tocarla. «Californication» pretendía representar el estilo de vida de los californianos, y más específicamente, la naturaleza «falsa» que está asociada con gran parte de Hollywood.
La grabación marcó un cambio de estilo para los Chili Peppers, especialmente cuando fue comparada con su álbum previo, One Hot Minute, que combinó varios elementos de rock psicodélico y hard rock. Aunque Californication seguía teniendo rastros de su sonido punk funk era ubicua (como «Purple Stain», «Get on Top», «I Like Dirt», «Around the World» y «Right on Time»), se inclinó hacia riffs más melódicos (como «Scar Tissue» y «Otherside») y se centró en canciones con estructuras implementadas, en vez de en sesiones de improvisación.
El regreso de Frusciante trajo un estilo más experimental; una canción en particular, «Emit Remmus», resalta un riff de guitarra repetitivo que fue grabado hacia atrás (de ahí el título «Emit Remmus», «Summer Time» al revés). El trabajo experimental de guitarra se hace plausible en «Savior» y «This Velvet Glove», donde se emplearon un melotrón entre otros métodos de distorsión. El álbum incluye múltiples referencias a las drogas y a Hollywood.

## Promoción y lanzamiento
Los Chili Peppers decidieron considerar otras opciones acerca de quién produciría Californication, tras haber ya trabajado con Rick Rubin en dos álbumes consecutivos. David Bowie mostró un gran interés por trabajar con la banda en la producción del álbum; sin embargo, los Chili Peppers decidieron continuar con Rubin para Californication. En el pasado Rubin concedió a los Chili Peppers libertad creativa en su material de grabación. Pensaban que esto era necesario para que el álbum fuera único, y solo podría suceder con su regreso. La grabación se realizó en los estudios Cello, en Los Ángeles. Durante el proceso de grabación la banda tocó para sus mánagers «Scar Tissue», «Otherside» y «Californication», a comienzos de 1999, y se decidió que «Scar Tissue» sería el sencillo que encabezaría el álbum. Como apoyo a su formación nuevamente unida, la banda tocó en varios lugares del país para promocionar Californication. Surgió una competición en la que se invitaba a estudiantes de secundaria a escribir ensayos sobre «... cómo mejorar sus escuelas, hacerlas más seguras y más felices. Si escribes el ensayo, tienes una entrada gratis para el show».
Californication fue lanzado el 8 de junio de 1999, debutando en el puesto 5 pero luego alcanzando el puesto 3 del Billboard 200. En Europa, el álbum alcanzó el puesto 5 del Top 40 británico, el puesto 1 de la lista de éxitos finlandesa, austríaca, sueca y neozelandesa, y el puesto 2 del Top 40 francés. Fue certificado oro un mes después, el 22 de julio de 1999, y sus ventas posteriores lograron una certificación multiplatino en cinco ocasiones. En España, el álbum se situó en el puesto n.º 36 entre los más vendidos de 1999. Con el retorno de John Frusciante en la guitarra, los Red Hot Chili Peppers recuperaron su aceptación crítica y tras su anterior trabajo de menor popularidad, One Hot Minute, obtuvieron un gran éxito comercial a nivel mundial.
En marzo de 2006, los álbumes de los Red Hot Chili Peppers estuvieron disponibles en iTunes Music Store. Los álbumes comprados allí incluían canciones todavía no publicadas («Fat Dance», «Over Funk» y «Quixoticelixer»). Las canciones originales, a diferencia de las canciones extra, no fueron remasterizadas.

## Recepción de la crítica
Californication consiguió una aceptación positiva en la crítica, en contraste con su predecesor de menor popularidad, One Hot Minute, y fue un éxito a nivel mundial. Rolling Stone felicitó a Kiedis por su voz drásticamente mejorada: «sus cuerdas vocales han estado aparentemente en rehabilitación, y regresaron con un rango, cuerpo, tono, ternura y sensibilidad melódica insólita». Canciones como «Otherside» y «Porcelain» se denominaron «Pumpkins-esque», (en referencia a su estilo de trabajo similar al de Smashing Pumpkins) mientras que el álbum en sí fue «epifánico» y afirmándose que los «RHCP se están moviendo hacia el Santo Grial real del funk: esa unión salada de mitología esotérica y musicalidad insaciable que rescata almas, ata comunidades y cura al enfermo». Otros críticos acreditan el éxito del álbum al regreso de Frusciante. Greg Prato de AMG dijo que la «obvia razón del renacer de la banda es la reaparición del guitarrista John Frusciante», considerándolo el «guitarrista de RHCP por excelencia». El álbum fue un «clásico de buena fe de los Chili Peppers». Entertainment Weekly también acredita a Frusciante la transformación del sonido de la banda en uno «más relajante, menos irritante, y, a su manera, la creación del álbum más introspectivo jamás realizado».
Mientras muchos críticos encontraron refrescante al nuevo sonido de la banda, el NME pidió: «¿Podemos tener nuestro cerebro muerto y animales funk-hop rock a medio vestir de nuevo, por favor? Toda esta falsa empatía está comenzando a hacerme sentir un hormigueo en las costillas.» Pitchfork, mientras consideraba al álbum un triunfo sobre One Hot Minute, sintió que Californication carecía del funk que estuvo presente en Blood Sugar Sex Magik. Volvió a examinar algunas letras por su contenido demasiado sexual, pero también consideró a Frusciante como «el mejor guitarrista americano de rock tocando en la actualidad».
El álbum recibió críticas por lo que Tim Anderson de The Guardian llamó «excesiva compresión y distorsión» en el proceso de la remasterización digital, lo que fue tema de una petición en línea que recogió cerca de 1000 firmas. La Revista Stylus lo clasificó como una de las víctimas de la guerra del volumen y comentó que sufrió tanto de recorte digital que «incluso los consumidores no audiófilos se quejaron de él».
Tras el paso de los años, Californication mantuvo su popularidad. «Scar Tissue» ganó un premio Grammy a la mejor canción de rock en 2000. El álbum se posicionó 399 en la lista de 2003 de la revista Rolling Stone, Los 500 mejores álbumes de todos los tiempos y, en 2006, los Chili Peppers grabaron una lista de cinco temas para AOL Sessions que incluía «Californication» y «Scar Tissue». El álbum produjo muchos éxitos para los Chili Peppers, por lo que cinco canciones de las dieciséis incluidas en su álbum Greatest Hits fueron tomadas de Californication.

## TourCalifornication
Inmediatamente después del lanzamiento de Californication la banda emprendió un tour mundial para apoyar la grabación comenzando por los Estados Unidos. Para terminar con la parte estadounidense de la gira se le pidió a los Chili Peppers que cerraran Woodstock '99, el cual se hizo famoso por lo violento que resultó. Se informó a la banda minutos antes de que llegaran que había muchedumbres fuera de control y fogatas en el campo. La situación se intensificó cuando los Chili Peppers tocaron una versión de la canción de Jimi Hendrix «Fire» para cerrar su repertorio. El show se interrumpió debido a la violencia, cuando varias mujeres que habían estado haciendo crowd surfing fueron violadas y la propiedad cercana fue destruida y saqueada. Kiedis afirmó que «estaba claro que esa situación ya no tenía nada que ver con Woodstock. No era símbolo de paz ni de amor, sino de codicia y avaricia... Despertamos con diarios y estaciones de radio difamándonos por haber tocado «Fire».
Para iniciar el tour por Europa, la banda realizó una actuación en la Plaza Roja de Moscú, el 14 de agosto de 1999, frente a 200 000 personas aproximadamente. Kiedis recuerda la situación: «La Plaza Roja estaba tan llena de rusos que necesitamos que la policía nos escoltase hasta el escenario.» Siguiendo con la gira, el grupo hizo un show en Nueva York, en el Windows on the World, para los ganadores del concurso de radio K-Rock. Más tarde, estuvo en el Big Day Out en Australia, y luego varias veces en Japón. Flea, sin embargo, comenzó a sentir las repercusiones de la gira por lo que la banda no realizó algunos conciertos. De esta manera el grupo tenía más energías, pero, consecuentemente, menos prosperidad financiera. Como una de las últimas actuaciones realizadas antes del lanzamiento de By the Way, los Chili Peppers tocaron en Rock in Rio 3, dando fin a la gira.

## Reconocimientos
La información respecto a los reconocimientos atribuidos a Californication está adaptada de AcclaimedMusic.net
| Publicación                 | País           | Elogio                                                    | Año  | Posición   |
| --------------------------- | -------------- | --------------------------------------------------------- | ---- | ---------- |
| Robert Dimery               | Estados Unidos | Los 1001 álbumes que debes escuchar antes de morir        | 2005 | 74         |
| Rolling Stone               | Estados Unidos | Los 500 mejores álbumes de todos los tiempos              | 2003 | 399        |
| Rock Clásico y Metal Hammer | Reino Unido    | Los 200 álbumes más grandes de los 90                     | 2006 | [ Nota 1 ] |
| Mojo                        | Reino Unido    | Los 100 álbumes más grandes de nuestros tiempos 1993–2006 | 2006 | 89         |
| Rolling Stone               | Alemania       | Los 500 mejores álbumes de todos los tiempos              | 2005 | 189        |

1. ↑  Listas designadas sin un orden establecido.

## Lista de canciones
Todas las canciones han sido escritas por los Red Hot Chili Peppers.
| #  | Canción             | Duración |
| -- | ------------------- | -------- |
| 1  | «Around the World»  | 3:58     |
| 2  | «Parallel Universe» | 4:30     |
| 3  | «Scar Tissue»       | 3:37     |
| 4  | «Otherside»         | 4:15     |
| 5  | «Get on Top»        | 3:18     |
| 6  | «Californication»   | 5:20     |
| 7  | «Easily»            | 3:51     |
| 8  | «Porcelain»         | 2:43     |
| 9  | «Emit Remmus»       | 4:00     |
| 10 | «I Like Dirt»       | 2:37     |
| 11 | «This Velvet Glove» | 3:45     |
| 12 | «Savior»            | 4:52     |
| 13 | «Purple Stain»      | 4:13     |
| 14 | «Right on Time»     | 1:52     |
| 15 | «Road Trippin'»     | 3:25     |

1. ↑  Con la colaboración de Patrick Warren al órgano chamberlín.

### Canciones extras de iTunes
| # | Canción          | Duración |
| - | ---------------- | -------- |
| 1 | «Fat Dance»      | 3:40     |
| 2 | «Over Funk»      | 2:58     |
| 3 | «Quixoticelixer» | 4:48     |

### Lados B y canciones no incluidas
| Canción           | Duración | Lanzamiento(s)                                                                    |
| ----------------- | -------- | --------------------------------------------------------------------------------- |
| «Gong Li»         | 3:43     | Lado B de «Scar Tissue» y canción extra en las ediciones japonesas y australianas |
| «Instrumental #1» | 2:48     | Lado B de «Scar Tissue»                                                           |
| «How Strong»      | 4:43     | Lado B de «Otherside» y canción extra en la edición australiana                   |
| «Instrumental #2» | 2:34     | Canción extra en la edición australiana                                           |
| «Bunker Hill»     | 3:49     | Lado B de «Fortune Faded»                                                         |
| «Fat Dance»       | 3:40     | Canción extra iTunes                                                              |
| «Over Funk»       | 2:58     | Canción extra iTunes                                                              |
| «Quixoticelixer»  | 4:48     | Canción extra iTunes                                                              |
| «Slowly Deeply»   | 2:38     | Lado B de «Universally Speaking»                                                  |

## Personal
| Músicos | Músicos |  | Ingeniería y masterización |  |  | Producción y otros |
| - Voz - Anthony Kiedis - Guitarra y coros - John Frusciante - Bajo y coros - Michael "Flea" Balzary - Batería - Chad Smith - Teclado - Greg Kurstin - Órgano chamberlin - Patrick Warren 1. |         |  | - Ingeniería de sonido principal - Jim Scott - Rick Rubin - Ingeniería de sonido adicional - John Sorenson - Greg Fidelman - Greg Collins - David Schiffman - Asistencia de ingeniería de sonido - Jennifer Hilliard - Ok Hee Kim - Masterización - Vladimir Meller |  |  | - Productor - Rick Rubin - Coordinación de producción - Lindsay Chase - - Sonya Koskoff - Tony Wooliscroft - Dirección artística - Lawrence Azerrad - Red Hot Chili Peppers - Mezclado - Jim Scott - "Our man" (nuestro hombre) - Louis "Make It So" Mathieu |

## Posiciones en las listas de éxitos

### Álbum
| Lista de éxitos  | Posición |
| ---------------- | -------- |
| Billboard 200    | 3        |
| Top 40 británico | 5        |
| Top 60 sueco     | 1        |
| Nueva Zelanda    | 1        |
| Francia          | 2        |
| Finlandia        | 1        |
| Noruega          | 1        |
| Suiza            | 3        |

### Sencillos
| Año  | Canción                           | Posiciones             | Posiciones                 | Posiciones                       | Posiciones       | Posiciones | Posiciones    | Posiciones | Posiciones |
| Año  | Canción                           | Hot 100 estadounidense | Modern Rock estadounidense | Main- stream Rock estadounidense | Top 40 británico | Suecia     | Nueva Zelanda | Francia    | Suiza      |
| ---- | --------------------------------- | ---------------------- | -------------------------- | -------------------------------- | ---------------- | ---------- | ------------- | ---------- | ---------- |
| 1999 | «Scar Tissue»                     | 9                      | 1                          | 1                                | 15               |            | 3             | 66         |            |
| 1999 | «Around the World»                |                        | 7                          | 16                               | 35               |            | 35            |            |            |
| 2000 | «Otherside»                       | 14                     | 1                          | 2                                | 33               | 19         | 5             |            | 65         |
| 2000 | «Californication»                 | 69                     | 1                          | 1                                | 16               | 37         | 8             |            |            |
| 2000 | «Parallel Universe» (promocional) |                        | 37                         |                                  |                  |            |               |            |            |
| 2001 | «Road Trippin'»                   |                        |                            |                                  | 30               |            | 44            |            | 91         |